# Onzième district congressionnel de Virginie
Le 11e district congressionnel de Virginie est un district situé dans le Commonwealth de Virginie. Situé dans la banlieue nord de Virginie, à Washington, D.C., le district comprend la majeure partie du Comté de Fairfax et l'intégralité de la ville de Fairfax. Le district est vacant, suite au décès du démocrate Gerry Connolly.
Le journal The Hill cite les données du recensement pour conclure que le 11e district de Virginie était le district le plus riche du pays de 2003 à 2013. L'article attribuait cette richesse aux nombreux lobbyistes et aux couples à deux carrières en Virginie du Nord.
Le district existait pour la dernière fois dans ce qui est aujourd'hui le 1er district de Virginie-Occidentale et était détenu par Jacob B. Blair avant les événements de la guerre civile américaine. La Virginie n'avait pas de 11e district jusqu'à ce qu'il soit recréé après le recensement américain de 1990 à partir de parties des anciens 8e et 10e districts en raison de la croissance explosive en Virginie du Nord. Il était destiné à être un district de « combat loyal » ; en effet, il englobait la plupart des portions les plus démocrates de l'ancien 10e district et les portions les plus républicaines de l'ancien 8e district.
George W. Bush n'a battu John Kerry que de peu ici en 2004, tandis que le Gouverneur Démocrate Tim Kaine et le Dénateur Démocrate Jim Webb ont tous deux remporté ce district, en 2005 et 2006 respectivement. En 2008, Barack Obama a remporté cette circonscription face au Sénateur Républicain John McCain. Le Démocrate Leslie L. Byrne a brièvement occupé le siège du premier cycle électoral du nouveau district, mais a été rapidement battu en 1994 par le Républicain Tom Davis. Davis a établi une emprise sûre sur le district au cours de son mandat (1995-2008), mais le Démocrate Gerald Connolly l'a remporté lorsque Davis a démissionné.
Davis et Connolly ont peut-être été aidés par leur service antérieur au conseil de surveillance du Comté de Fairfax, où est concentrée la majeure partie de la population du 11e district. 61,5 % des résidents du 11e district vivent dans le Comté de Fairfax. Les résultats du recensement des États-Unis de 2010 ont montré que la population de ce district a continué de croître et qu'en raison du redécoupage, elle a couvert davantage de zones urbaines de la Virginie du Nord pour favoriser le titulaire, Connolly.

## Historique de vote
Les données sur les résultats des élections pour les districts de Virginie peuvent être trouvées via le Département des Élections de Virginie.
| Année | Poste                 | Résultats                            |
| ----- | --------------------- | ------------------------------------ |
| 1996  | Président             | Clinton 48,0 % – 46,0 %              |
| 1996  | Sénat                 | Warner 55,0 % – 45,0 %               |
| 1997  | Gouverneur            | James S. Gilmore III 52,0 % – 47,0 % |
| 1997  | Lieutenant-Gouverneur | Hager (en) 49,0 % – 47,0 %           |
| 1997  | Procureur Général     | Earley (en) 53,0 % – 47,0 %          |
| 2000  | Président             | Bush 52,0 % – 45,0 %                 |
| 2000  | Sénat                 | Robb 53,0 % – 47,0 %                 |
| 2001  | Gouverneur            | Warner 56,0 % – 44,0 %               |
| 2001  | Lieutenant-Gouverneur | Kaine 54,0 % – 45,0 %                |
| 2001  | Procureur Général     | Jerry Kilgore (en) 51,0 % – 49,0 %   |
| 2004  | Président             | Bush 50,0 % – 49,0 %                 |
| 2008  | Président             | Obama 57,0 % – 42,0 %                |
| 2012  | Président             | Obama 62,0 % – 36,0 %                |
| 2013  | Gouverneur            | McAuliffe 60,0 % – 35,0 % – 5,0 %    |
| 2013  | Lieutenant-Gouverneur | Northam 65,0 % – 34,0 %              |
| 2013  | Procureur Général     | Herring (en) 63,0 % – 37,0 %         |
| 2014  | Sénat                 | Warner 59,0 % – 38,0 %               |
| 2016  | Président             | Clinton 66,0 % – 27,0 %              |
| 2018  | Sénat                 | Kaine 73,0 % – 25,0 %                |
| 2020  | Président             | Biden 70,0 % – 28,0 %                |
| 2021  | Gouverneur            | McAuliffe 66,0 % – 34,0 %            |

## Liste des Représentants du district
| Membre                              | Parti                   | Années                              | Congrès     | Histoire électorale |
| ----------------------------------- | ----------------------- | ----------------------------------- | ----------- | --- |
| District établi le 4 mars 1793      |                         |                                     |             | |
| Josiah Parker (en)                  | Pro Administration (en) | 4 mars 1793 - 3 mars 1795           | 3e - 6e     | Redécoupage depuis le 8e district et réélu en 1793. Réélu en 1795. Réélu en 1797. Réélu en 1799. Perd sa réélection.                                       |
| Josiah Parker (en)                  | Fédéraliste             | 4 mars 1795 - 3 mars 1801           | 3e - 6e     | Redécoupage depuis le 8e district et réélu en 1793. Réélu en 1795. Réélu en 1797. Réélu en 1799. Perd sa réélection.                                       |
| Thomas Newton Jr. (en)              | Républicain-Démocrate   | 4 mars 1801 - 3 mars 1803           | 7e          | Élu en 1801. Redécoupage vers le 20e district. |
| Anthony New (en)                    | Républicain-Démocrate   | 4 mars 1803 - 3 mars 1805           | 8e          | Redécoupage depuis le 16e district et réélu en 1803. Retrait.                                                                                              |
| James M. Garnett (en)               | Républicain-Démocrate   | 4 mars 1805 - 3 mars 1809           | 9e          | Élu en 1805. Réélu en 1807. Retrait. |
| John Roane (en)                     | Républicain-Démocrate   | 4 mars 1809 - 3 mars 1813           | 11e , 12e   | Élu en 1809. Réélu en 1811. Redécoupage vers le 12e district.                                                                                              |
| John Dawson (en)                    | Républicain-Démocrate   | 4 mars 1813 - 31 mars 1814          | 13e         | Redécoupage depuis le 10e district et réélu en 1813. Décès.                                                                                                |
| Vacant                              | Vacant                  | 31 mars 1814 - 19 septembre 1814    | 13e         | |
| Philip P. Barbour (en)              | Républicain-Démocrate   | 19 septembre 1814 - 3 mars 1825     | 13e - 18e   | Élu en juin 1814 pour terminer le mandat de Dawson et intronisé le 19 septembre 1814. Réélu en 1815. Réélu en 1817. Réélu en 1819. Réélu en 1821. Retrait. |
| Robert Taylor (en)                  | Anti-Jacksonien         | 4 mars 1825 - 3 mars 1827           | 19e         | Élu en 1825. Retrait. |
| Philip P. Barbour (en)              | Jacksonien (en)         | 4 mars 1827 - 15 octobre 1830       | 20e , 21e   | Élu en 1827. Réélu en 1829. Démissionne pour devenir Juge à la Court de Circuit des États-Unis.                                                            |
| Vacant                              | Vacant                  | 16 octobre 1830 - 24 novembre 1830  | 21e         | |
| John M. Patton (en)                 | Jacksonien (en)         | 25 novembre 1830 - 3 mars 1833      | 21e , 22e   | Élu pour terminer le mandat de Barbour. Réélu en 1831. Redécoupage vers le 13e district.                                                                   |
| Andrew Stevenson (en)               | Jacksonien (en)         | 4 mars 1833 - 2 juin 1834           | 23e         | Élu en 1833. Démissionne. |
| Vacant                              | Vacant                  | 3 juin 1834 - 7 décembre 1834       | 23e         | |
| John Robertson (en)                 | Anti-Jacksonien         | 8 décembre 1834 - 3 mars 1837       | 23e - 25e   | Élu pour terminer le mandat de Stevenson. Réélu en 1835. Réélu en 1837. Retrait.                                                                           |
| John Robertson (en)                 | Whig                    | 4 mars 1837 - 3 mars 1839           | 23e - 25e   | Élu pour terminer le mandat de Stevenson. Réélu en 1835. Réélu en 1837. Retrait.                                                                           |
| John M. Botts (en)                  | Whig                    | 4 mars 1839 - 3 mars 1843           | 26e , 27e   | Élu en 1839. Réélu en 1841. Perd sa réélection. |
| William Taylor (en)                 | Démocrate               | 4 mars 1843 - 17 janvier 1846       | 28e , 29e   | Élu en 1843. Réélu en 1845. Décès. |
| Vacant                              | Vacant                  | 18 janvier 1846 - 5 mars 1846       | 29e         | |
| James McDowell (en)                 | Démocrate               | 6 mars 1846 - 3 mars 1851           | 29e - 31e   | Élu pour terminer le mandat de Taylor. Réélu en 1847. Réélu en 1849. Retrait.                                                                              |
| John Letcher (en)                   | Démocrate               | 4 mars 1851 - 3 mars 1853           | 32e         | Élu en 1851. Redécoupage vers le 9e district. |
| John F. Snodgrass (en)              | Démocrate               | 4 mars 1853 - 5 juin 1854           | 33e         | Élu en 1853. Décès. |
| Vacant                              | Vacant                  | 6 juin 1854 - 3 décembre 1854       | 33e         | |
| Charles S. Lewis (en)               | Démocrate               | 4 décembre 1854 - 3 mars 1855       | 33e         | Élu pour terminer le mandat de Snodgrass. Perd sa réélection.                                                                                              |
| John S. Carlile (en)                | Know Nothing            | 4 mars 1855 - 3 mars 1857           | 34e         | Élu en 1855. Perd sa réélection. |
| Albert G. Jenkins (en)              | Démocrate               | 4 mars 1857 - 3 mars 1861           | 35e , 36e   | Élu en 1857. Réélu en 1859. Démissionne (Guerre de Sécession)                                                                                              |
| John S. Carlile (en)                | Union (en)              | 4 mars 1861 - 9 juillet 1861        | 37e         | Élu en 1861. Démissionne pour devenir Sénateur des États-Unis.                                                                                             |
| Vacant                              | Vacant                  | 10 juillet 1861 - 1er décembre 1861 | 37e         | |
| Jacob B. Blair (en)                 | Union (en)              | 2 décembre 1861 - 3 mars 1863       | 37e         | Élu pour terminer le mandat de Carlile. Retrait. |
| District supprimé le 3 mars 1863    |                         |                                     |             | |
| District rétablit le 3 janvier 1993 |                         |                                     |             | |
| Leslie Byrne (en)                   | Démocrate               | 3 janvier 1993 - 3 janvier 1995     | 103e        | Élue en 1992. Perd sa réélection. |
| Tom Davis (en)                      | Républicain             | 3 janvier 1995 - 24 novembre 2008   | 104e - 110e | Élu en 1994. Réélu en 1996. Réélu en 1998. Réélu en 2000. Réélu en 2002. Réélu en 2004. Réélu en 2006. Retrait et démission.                               |
| Vacant                              | Vacant                  | 24 novembre 2008 - 3 janvier 2009   | 110e        | |
| Gerry Connolly                      | Démocrate               | 3 janvier 2009 - 21 mai 2025        | 111e - 119e | Élu en 2008. Réélu en 2010. Réélu en 2012. Réélu en 2014. Réélu en 2016. Réélu en 2018. Réélu en 2020. Réélu en 2022. Réélu en 2024. Décès.                |
| Vacant                              | Vacant                  | 21 mai 2025 - en cours              | 119e        | |

## Résultats des récentes élections
Voici les résultats des dix précédents cycles électoraux dans le district.

### 2004
| Élection de 2004 du 11e district congressionnel de Virginie | Élection de 2004 du 11e district congressionnel de Virginie | Élection de 2004 du 11e district congressionnel de Virginie | Élection de 2004 du 11e district congressionnel de Virginie | Élection de 2004 du 11e district congressionnel de Virginie |
| ----------------------------------------------------------- | ----------------------------------------------------------- | ----------------------------------------------------------- | ----------------------------------------------------------- | ----------------------------------------------------------- |
| Parti                                                       | Parti                                                       | Candidat                                                    | Votes                                                       | %                                                           |
|                                                             | Républicain                                                 | Tom Davis (en) (sortant)                                    | 186 299                                                     | 60,2                                                        |
|                                                             | Démocrate                                                   | Ken Longmyer                                                | 118 305                                                     | 38,3                                                        |
|                                                             | Indépendant                                                 | Joseph P. Oddo                                              | 4 338                                                       | 1,4                                                         |
|                                                             | Write-In                                                    | Write-In                                                    | 291                                                         | 0,1                                                         |
| Total des votes                                             | Total des votes                                             | Total des votes                                             | 309 233                                                     | 100 %                                                       |
|                                                             | Les Républicains conservent                                 |                                                             |                                                             |                                                             |

### 2006
| Élection de 2006 du 11e district congressionnel de Virginie | Élection de 2006 du 11e district congressionnel de Virginie | Élection de 2006 du 11e district congressionnel de Virginie | Élection de 2006 du 11e district congressionnel de Virginie | Élection de 2006 du 11e district congressionnel de Virginie |
| ----------------------------------------------------------- | ----------------------------------------------------------- | ----------------------------------------------------------- | ----------------------------------------------------------- | ----------------------------------------------------------- |
| Parti                                                       | Parti                                                       | Candidat                                                    | Votes                                                       | %                                                           |
|                                                             | Républicain                                                 | Tom Davis (en) (sortant)                                    | 130 468                                                     | 55,5                                                        |
|                                                             | Démocrate                                                   | Andrew L. Hurst                                             | 102 511                                                     | 43,6                                                        |
|                                                             | Independent Greens (en)                                     | Ferdinando C. Greco                                         | 2 042                                                       | 0,9                                                         |
|                                                             | Write-In                                                    | Write-In                                                    | 259                                                         | 0,1                                                         |
| Total des votes                                             | Total des votes                                             | Total des votes                                             | 235 280                                                     | 100 %                                                       |
|                                                             | Les Républicains conservent                                 |                                                             |                                                             |                                                             |

### 2008
| Élection de 2008 du 11e district congressionnel de Virginie | Élection de 2008 du 11e district congressionnel de Virginie | Élection de 2008 du 11e district congressionnel de Virginie | Élection de 2008 du 11e district congressionnel de Virginie | Élection de 2008 du 11e district congressionnel de Virginie |
| ----------------------------------------------------------- | ----------------------------------------------------------- | ----------------------------------------------------------- | ----------------------------------------------------------- | ----------------------------------------------------------- |
| Parti                                                       | Parti                                                       | Candidat                                                    | Votes                                                       | %                                                           |
|                                                             | Démocrate                                                   | Gerry Connolly                                              | 196 598                                                     | 54,7                                                        |
|                                                             | Républicain                                                 | Keith S. Fimian                                             | 157 758                                                     | 43,0                                                        |
|                                                             | Vert                                                        | Joseph P. Oddo                                              | 7 271                                                       | 2,0                                                         |
|                                                             | Indépendant                                                 | James Hill                                                  | 2 201                                                       | 1,06                                                        |
|                                                             | Libertarien                                                 | Albert W. Schoeman                                          | 1 226                                                       | 0,59                                                        |
|                                                             | Write-In                                                    | Write-In                                                    | 864                                                         | 0,2                                                         |
| Total des votes                                             | Total des votes                                             | Total des votes                                             | 359 491                                                     | 100 %                                                       |
|                                                             | Les Démocrates prennent aux Républicains                    |                                                             |                                                             |                                                             |

### 2010
| Élection de 2008 du 11e district congressionnel de Virginie | Élection de 2008 du 11e district congressionnel de Virginie | Élection de 2008 du 11e district congressionnel de Virginie | Élection de 2008 du 11e district congressionnel de Virginie | Élection de 2008 du 11e district congressionnel de Virginie |
| ----------------------------------------------------------- | ----------------------------------------------------------- | ----------------------------------------------------------- | ----------------------------------------------------------- | ----------------------------------------------------------- |
| Parti                                                       | Parti                                                       | Candidat                                                    | Votes                                                       | %                                                           |
|                                                             | Démocrate                                                   | Gerry Connolly (sortant)                                    | 111 720                                                     | 49,2                                                        |
|                                                             | Républicain                                                 | Keith S. Fimian                                             | 110 739                                                     | 48,8                                                        |
|                                                             | Indépendant                                                 | Christopher F. DeCarlo                                      | 1 846                                                       | 0,8                                                         |
|                                                             | Libertarien                                                 | David L. Dotson                                             | 1 382                                                       | 0,6                                                         |
|                                                             | Vert                                                        | David William Giilis Jr.                                    | 959                                                         | 0,4                                                         |
|                                                             | Write-In                                                    | Write-In                                                    | 305                                                         | 0,1                                                         |
| Total des votes                                             | Total des votes                                             | Total des votes                                             | 226 951                                                     | 100 %                                                       |
|                                                             | Les Démocrates conservent                                   |                                                             |                                                             |                                                             |

### 2012
| Élection de 2012 du 11e district congressionnel de Virginie | Élection de 2012 du 11e district congressionnel de Virginie | Élection de 2012 du 11e district congressionnel de Virginie | Élection de 2012 du 11e district congressionnel de Virginie | Élection de 2012 du 11e district congressionnel de Virginie |
| ----------------------------------------------------------- | ----------------------------------------------------------- | ----------------------------------------------------------- | ----------------------------------------------------------- | ----------------------------------------------------------- |
| Parti                                                       | Parti                                                       | Candidat                                                    | Votes                                                       | %                                                           |
|                                                             | Démocrate                                                   | Gerry Connolly (sortant)                                    | 202 606                                                     | 61,0                                                        |
|                                                             | Républicain                                                 | Chris Perkins                                               | 117 902                                                     | 35,5                                                        |
|                                                             | Indépendant                                                 | Mark Gibson                                                 | 3 806                                                       | 1,1                                                         |
|                                                             | Indépendant                                                 | Chris DeCarlo                                               | 3 027                                                       | 0,9                                                         |
|                                                             | Vert                                                        | Joe Galdo                                                   | 2 195                                                       | 0,7                                                         |
|                                                             | Indépendant                                                 | Peter Marchetti                                             | 1 919                                                       | 0,6                                                         |
|                                                             | Write-In                                                    | Write-In                                                    | 788                                                         | 0,2                                                         |
| Total des votes                                             | Total des votes                                             | Total des votes                                             | 332 243                                                     | 100 %                                                       |
|                                                             | Les Démocrates conservent                                   |                                                             |                                                             |                                                             |

### 2014
| Élection de 2014 du 11e district congressionnel de Virginie | Élection de 2014 du 11e district congressionnel de Virginie | Élection de 2014 du 11e district congressionnel de Virginie | Élection de 2014 du 11e district congressionnel de Virginie | Élection de 2014 du 11e district congressionnel de Virginie |
| ----------------------------------------------------------- | ----------------------------------------------------------- | ----------------------------------------------------------- | ----------------------------------------------------------- | ----------------------------------------------------------- |
| Parti                                                       | Parti                                                       | Candidat                                                    | Votes                                                       | %                                                           |
|                                                             | Démocrate                                                   | Gerry Connolly (sortant)                                    | 106 780                                                     | 56,9                                                        |
|                                                             | Républicain                                                 | Suzanne Scholte                                             | 75 796                                                      | 40,4                                                        |
|                                                             | Libertarien                                                 | Marc Harrold                                                | 3 264                                                       | 1,7                                                         |
|                                                             | Vert                                                        | Joe Galdo                                                   | 1 739                                                       | 0,9                                                         |
|                                                             | Write-In                                                    | Write-In                                                    | 226                                                         | 0,1                                                         |
| Total des votes                                             | Total des votes                                             | Total des votes                                             | 187 805                                                     | 100 %                                                       |
|                                                             | Les Démocrates conservent                                   |                                                             |                                                             |                                                             |

### 2016
| Élection de 2016 du 11e district congressionnel de Virginie | Élection de 2016 du 11e district congressionnel de Virginie | Élection de 2016 du 11e district congressionnel de Virginie | Élection de 2016 du 11e district congressionnel de Virginie | Élection de 2016 du 11e district congressionnel de Virginie |
| ----------------------------------------------------------- | ----------------------------------------------------------- | ----------------------------------------------------------- | ----------------------------------------------------------- | ----------------------------------------------------------- |
| Parti                                                       | Parti                                                       | Candidat                                                    | Votes                                                       | %                                                           |
|                                                             | Démocrate                                                   | Gerry Connolly (sortant)                                    | 247 818                                                     | 87,9                                                        |
|                                                             | Write-In                                                    | Write-In                                                    | 34 185                                                      | 12,1                                                        |
| Total des votes                                             | Total des votes                                             | Total des votes                                             | 282 003                                                     | 100 %                                                       |
|                                                             | Les Démocrates conservent                                   |                                                             |                                                             |                                                             |

### 2018
| Élection de 2018 du 11e district congressionnel de Virginie | Élection de 2018 du 11e district congressionnel de Virginie | Élection de 2018 du 11e district congressionnel de Virginie | Élection de 2018 du 11e district congressionnel de Virginie | Élection de 2018 du 11e district congressionnel de Virginie |
| ----------------------------------------------------------- | ----------------------------------------------------------- | ----------------------------------------------------------- | ----------------------------------------------------------- | ----------------------------------------------------------- |
| Parti                                                       | Parti                                                       | Candidat                                                    | Votes                                                       | %                                                           |
|                                                             | Démocrate                                                   | Gerry Connolly (sortant)                                    | 219 191                                                     | 71,1                                                        |
|                                                             | Républicain                                                 | Jeffery Anthony Dove Jr.                                    | 83 023                                                      | 26,9                                                        |
|                                                             | Libertarien                                                 | Stevan Porter                                               | 5 546                                                       | 1,8                                                         |
|                                                             | Write-In                                                    | Write-In                                                    | 490                                                         | 0,2                                                         |
| Total des votes                                             | Total des votes                                             | Total des votes                                             | 308 250                                                     | 100 %                                                       |
|                                                             | Les Démocrates conservent                                   |                                                             |                                                             |                                                             |

### 2020
| Élection de 2020 du 11e district congressionnel de Virginie | Élection de 2020 du 11e district congressionnel de Virginie | Élection de 2020 du 11e district congressionnel de Virginie | Élection de 2020 du 11e district congressionnel de Virginie | Élection de 2020 du 11e district congressionnel de Virginie |
| ----------------------------------------------------------- | ----------------------------------------------------------- | ----------------------------------------------------------- | ----------------------------------------------------------- | ----------------------------------------------------------- |
| Parti                                                       | Parti                                                       | Candidat                                                    | Votes                                                       | %                                                           |
|                                                             | Démocrate                                                   | Gerry Connolly (sortant)                                    | 280 725                                                     | 71,4                                                        |
|                                                             | Républicain                                                 | Manga Anantatmula                                           | 111 380                                                     | 28,3                                                        |
|                                                             | Write-In                                                    | Write-In                                                    | 1 136                                                       | 0,3                                                         |
| Total des votes                                             | Total des votes                                             | Total des votes                                             | 393 241                                                     | 100 %                                                       |
|                                                             | Les Démocrates conservent                                   |                                                             |                                                             |                                                             |

### 2022
La Primaire Démocrate a été annulée. Gerry Caonnolly (D-Sortant) et James Myles (R) avancent vers l'Élection Générale.
| Élection de 2022 du 11e district congressionnel de Virginie | Élection de 2022 du 11e district congressionnel de Virginie | Élection de 2022 du 11e district congressionnel de Virginie | Élection de 2022 du 11e district congressionnel de Virginie | Élection de 2022 du 11e district congressionnel de Virginie |
| ----------------------------------------------------------- | ----------------------------------------------------------- | ----------------------------------------------------------- | ----------------------------------------------------------- | ----------------------------------------------------------- |
| Parti                                                       | Parti                                                       | Candidat                                                    | Votes                                                       | %                                                           |
|                                                             | Démocrate                                                   | Gerry Connolly (sortant)                                    | 193 190                                                     | 66,7                                                        |
|                                                             | Républicain                                                 | James Myles                                                 | 95 634                                                      | 33,0                                                        |
|                                                             | Write-In                                                    | Write-In                                                    | 852                                                         | 0,3                                                         |
| Total des votes                                             | Total des votes                                             | Total des votes                                             | 289 652                                                     | 100 %                                                       |
|                                                             | Les Démocrates conservent                                   |                                                             |                                                             |                                                             |

### 2024
La Primaire Républicaine a été annulée. Michael Van Meter (R) avance vers l'Élection Générale.
| Primaire Démocrate de 2024 du 11e district congressionnel de Virginie | Primaire Démocrate de 2024 du 11e district congressionnel de Virginie | Primaire Démocrate de 2024 du 11e district congressionnel de Virginie | Primaire Démocrate de 2024 du 11e district congressionnel de Virginie | Primaire Démocrate de 2024 du 11e district congressionnel de Virginie |
| --------------------------------------------------------------------- | --------------------------------------------------------------------- | --------------------------------------------------------------------- | --------------------------------------------------------------------- | --------------------------------------------------------------------- |
| Parti                                                                 | Parti                                                                 | Candidat                                                              | Votes                                                                 | %                                                                     |
|                                                                       | Démocrate                                                             | Gerry Connolly (sortant)                                              | 37 378                                                                | 85,6                                                                  |
|                                                                       | Démocrate                                                             | Ahsan Nasar                                                           | 6270                                                                  | 14,4                                                                  |

| Élection de 2024 du 11e district congressionnel de Virginie | Élection de 2024 du 11e district congressionnel de Virginie | Élection de 2024 du 11e district congressionnel de Virginie | Élection de 2024 du 11e district congressionnel de Virginie | Élection de 2024 du 11e district congressionnel de Virginie |
| ----------------------------------------------------------- | ----------------------------------------------------------- | ----------------------------------------------------------- | ----------------------------------------------------------- | ----------------------------------------------------------- |
| Parti                                                       | Parti                                                       | Candidat                                                    | Votes                                                       | %                                                           |
|                                                             | Démocrate                                                   | Gerry Connolly (sortant)                                    | 273 529                                                     | 66,7                                                        |
|                                                             | Républicain                                                 | Michael Van Meter                                           | 134 802                                                     | 32,9                                                        |
|                                                             | Write-In                                                    | Write-In                                                    | 1 855                                                       | 0,5                                                         |
| Total des votes                                             | Total des votes                                             | Total des votes                                             | 410 186                                                     | 100 %                                                       |
|                                                             | Les Démocrates conservent                                   |                                                             |                                                             |                                                             |

## Frontières historiques du district

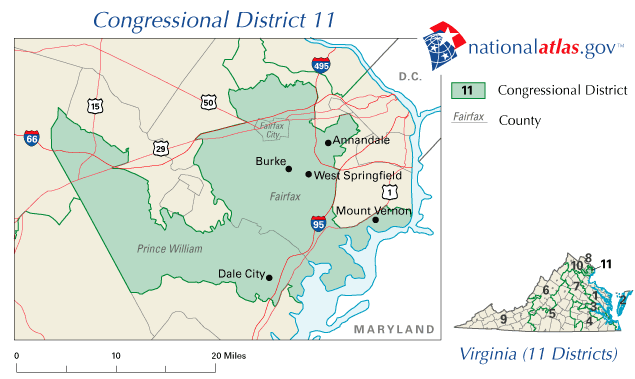
2003 - 2013

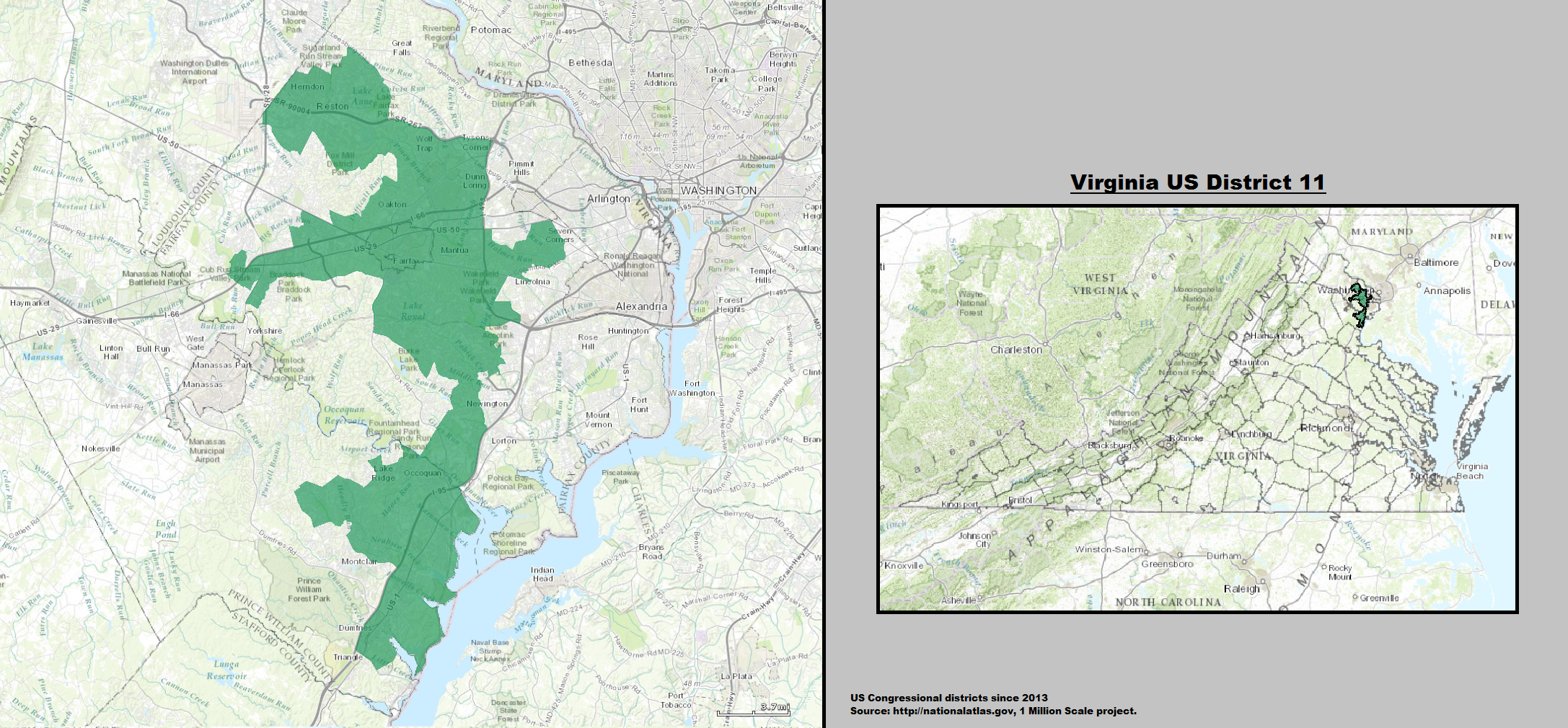
2013 - 2023